# Gårdsjön (Sjötofta socken, Västergötland)
Gårdsjön är en sjö i Tranemo kommun i Västergötland och ingår i Ätrans huvudavrinningsområde.